# 야마토급 전함
| 야마토급 전함                                                    | 야마토급 전함 |
| ---------------------------------------------------------------- | --- |
| 스쿠모 만 해상 표주간에서 공시 중인 야마토 1941년 10월 30일 촬영 | |
| 함급 개요                                                        | |
| 함종                                                             | 전함 |
| 함명                                                             | 구 국명 |
| 전급                                                             | 기이급 전함 |
| 차급                                                             | 카이 야마토급 전함 및 초 야마토급 전함 |
| 동형함                                                           | 야마토, 무사시, 시나노 (항모로 개장), 111호함 |
| 준공                                                             | 1941년 12월 16일 (야마토) 1942년 8월 5일 (무사시) 1944년 11월 19일 (시나노) 개전 후 건조 중지, 해체 (111호함)                                                                                             |
| 침몰                                                             | 1945년 4월 7일 (야마토) 1944년 10월 24일 (무사시) 1944년 11월 29일 (시나노) |
| 성능 제원(계획 수치)                                             | |
| 배수량                                                           | 기준 : 64,000t 공시 : 68,200t 만재 : 72,800t |
| 전장                                                             | 263.40m |
| 선폭                                                             | 38.9m |
| 평균 흘수선                                                      | 10.4m (공시 상태) |
| 주 보일러                                                        | 로호 함본식 중유 전소 수관 보일러 12기 |
| 주 기관                                                          | 함본식 터빈 4기 4축 150,000마력 |
| 속력                                                             | 27 kt (50km/h) |
| 항속거리                                                         | 16 kt (29km/h)로 7,200해리(13,370km) |
| 승무원                                                           | 약 2,500명 |
| 무장                                                             | 45구경 46cm 3연장포 3기 60구경 15.5cm 3연장포 4기 40구경 12.7cm 연장고각포 6기 25m개m 3연장 기총 8기 13mm 연장 기총 2기 캐터펄트 2기 0식 수상 정찰기・0식 수상 관측기 등 최대 7기 (수치는 모두 준공 당시) |
| 장갑                                                             | 현측 410mm 갑판 230mm 주포 방패 650mm (수치는 모두 최대치) |

야마토급 전함(일본어: 大和型戦艦 야마토가타센칸[*])은 일본 제국 해군이 건조한 최후의 전함으로 배수량, 주포 구경 모두 역사상 가장 큰 전함이다.

## 개요
일본 제국은 워싱턴 해군 군축 조약, 런던 해군 군축 조약 연장에 응하지 않았고 열강 각국이 해군 증강을 줄이고 있던 해군의 휴일은 끝났다. 야마토급 전함은 군함 수가 많은 미국 및 영국에 질적으로 이기기 위해 제 3차 해군 군비 보충 계획에 당시 모든 건조 기술을 모아 건조한 전함이다. 당시 미국은 워싱턴 해군 군축 조약에서 규정된 35,000톤 전후의 전함을 건조하고 있었으나, 야마토급 전함은 46cm 포를 장비하게 되면서 기준 배수량은 이를 능가하는 64,000톤이 되었고 세계 최대의 전함으로 건조되었다. '양적 부족을 메꾸기 위해선 질적으로 능가하는 방법 밖엔 없다.'라는 발상으로 개발된 전함인 것이다. 1929년 히라가 유즈루가 제안한 곤고 대체함급 전함의 영향이 컸다고 보기도 한다. 1934년 나온 신 전함 요구안에서는 '제공권 하의 함대결전'에서 이용되도록 하고 있다.
일본 해군에서는 전함에게 일본 구 국명이 명명되는데 '야마토'는 나라현의 구 국명에서 따온 것 뿐만 아니라 '일본'의 별칭이라는 의미도 있다. 같은 취지로 건조 당시 세계 최대의 전함이었던 후소(일본의 미명)와 야마시로(교토부의 구 국명)가 있다. 1번함 야마토 및 2번함 무사시 모두 대전 중에 취역했다.
현재 전함 야마토는 일본 국민에게 가장 잘 알려진 군함이라고 말해도 과언이 아니지만 태평양 전쟁 중에는 존재 자체가 최고 군사 기밀이었기 때문에(해군 관계자에 따르면 함명만은 언제부터인가 퍼져있었다고 한다.) 당시 국민에게는 나가토급 전함의 나가토와 무츠가 해군의 상징으로써 익숙했다. 그 후 일본 군함 역사상 최대라는 위용을 자랑하면서도 활약할 기회가 거의 없이 비극적인 최후를 맞이한 때문인지 다양한 매체(영화, 만화, 애니메이션, 프라모델 등)에서 폭 넓은 연령층에 잘 알려져 있다.

## 건조
1930년대 일본 제국과 서양 열강 간의 대립은 깊어져 가고 있었다. 1934년 2월 8일 연합함대 사령장관 스에쓰구 노부마사 중장은 후소급 전함 1번함 '후소'를 시찰했을 때 '(서양 열강에 비해) 비행기 발전이 늦다.', '5만 톤의 전함 두 척이라고 만드는 편이 미국은 파나마 운하로 인해 지장이 있기 때문에 경쟁이 되지 않아 좋지 않나 싶다.' 등을 발언했다. 같은 시기 1937년 런던 해군 군축 조약의 기한이 끝나면서 영국 · 미국 · 프랑스 · 이탈리아 등 열강이 새로운 대형 전함을 건조할 것이 예상되었다. 유럽에서는 이미 신형 전함이 등장하였고 독일은 포켓 전함(도이칠란트급 장갑함)을, 프랑스는 덩케르크급 전함을 투입하였다. 미국에서는 속력 26노트 정도의 고속전함을 건조할 것이라는 정보가 있어 군령부도 주목하고 있었다. 한편 일본 해군의 전함은 구식 전함을 대체할 예정이었던 88함대의 카가급 전함이나 키이급 전함을 건조할 수 없었기 때문에, 조약 체결 직전 겨우 완성한 나가토급 전함 2척(나가토, 무츠)를 제외하면 대부분 함령이 20년을 넘는 구식 전함 뿐이어서 아무라 근대화 개장을 진행한다 해도 조약에 제한을 받지 않는 최신예 전함에 대응하는 건 한계가 있었다. 그래서 1934년 9월 25일 군령부는 신형 고속 전함 2척에 대해 배수량 65,000톤, 속력 34노트를 상정하였고 이후 요구 속력은 30노트로 낮춰졌다. 이어서 10월 열강의 새 전함에 대응하는 것을 목적으로 군령부는 함정본부로 '18.1인치(46cm) 포 8문 이상, 15.5cm 3연장 4기 12문 혹은 20cm 연장포 4기 8문 이상, 속력 30노트, 항속거리 18노트로 8,000마일'이라는 대형 전함 건조 요구서를 제출하였다. 1935년 11월 2일 나카무라 료조 해군대장 겸 함정본부장은 신형 전함의 설계 방침을 구체적으로 지시하였다.
이를 통해 1936년 12월 26일에 열린 제 70회 제국 회의에서 신형 전함 'A140-F5(A는 전함, 140은 140번째 계획이라는 의미)' 2척(1척 당 9,800만 엔)의 예산이 제출되었다. 예산 규모로부터 군함의 크기를 외국이 추정할 수 없도록 가상의 구축함 3척(1,350만 엔), 을형 잠수함 1/2척(609만 엔) 예산을 포함시켰고, 1억 1,759만 엔이 실제 A140F5함 예산이었다. 그러나 대형 수상함용 디절 기관을 잠수모함 '다이게이'에 먼저 탑재해 본 결과 고장이 많이 일어났기 때문에 결국 통상 증기 터빈 기관을 탑재하기로 결정하였다. 이 때문에 의회 개최 중 A140F5는 주 기관을 증기 터빈 전용으로 하는 제 2차 기본 계획 'A140-F6'으로 변경했고 1억 793억 3,075엔(실제는 1억 2,898만 3,091엔)으로 건조가 승인되었다. 이와 더불어 개장 중이었던 곤고급 전함 '히에이'나 항공모함 '히류'의 예산 일부를 이용하게 되었다. 열강은 야마토급 전함 건조에 대해 확신했었는데 40cm 포를 탑재한 45,000톤 정도로 추정하고 있었다.
1937년 3월 29일 계획명을 'A140-F6'에서 '제 1호함', '제 2호함'으로 가칭을 지었다. 제 1호함='야마토'는 같은 해 11월 4일 구레 해군 공창에서 기공하였고 1941년 12월 16일 취역하였다. 제 2호함='무사시'는 1938년 3월 29일 미쓰비시 중공업 나가사키 조선소에서 기공하였고 1942년 8월 5일 취역하였다. 이후 제 4차 해군 군비 충실 계획으로 동형함 2척을 추가로 건조하기로 결정되면서 '제 110호함', '제 111호함'으로 가칭을 지었다. 제 110호함='시나노'는 1940년 5월 4일 요코스카 해군 공창에서 기공하였고 건조 도중 일시적으로 건조를 중지하였다가, 미드웨이 해전에서 주력 항공모함을 한번에 4척이나 잃게 되면서 계획 변경으로 항공모함으로 개장되어 1944년 11월 19일 취역하였다. 그러나 바로 10일 뒤 남은 의장을 완성시키기 위해 구레 해군 공창으로 회항하는 도중 미국 잠수함에게 격침되었다. 제 111호함은 1940년 11월 7일 구레 해군 공창에서 기공했으나 1942년 건조 중지, 해체되었다. 이렇게 일본 해군에는 야마토급을 차기 주력 전함으로써 정비한다는 의도가 있었고 4~5척 전후를 건고하여 최종적으로 개량 · 발전형인 초 야마토급 전함까지 계획하고 있었다.
일본의 야마토급 전함 건조 계획에 대해 미국은 1940년 노스캐롤라이나급 전함 2척, 사우스다코타급 전함 4척, 아이오와급 전함 4척의 건조를 시작하였고 이러한 동향 및 각 함의 성능은 일본도 파악하고 있었다.

## 주요 제원

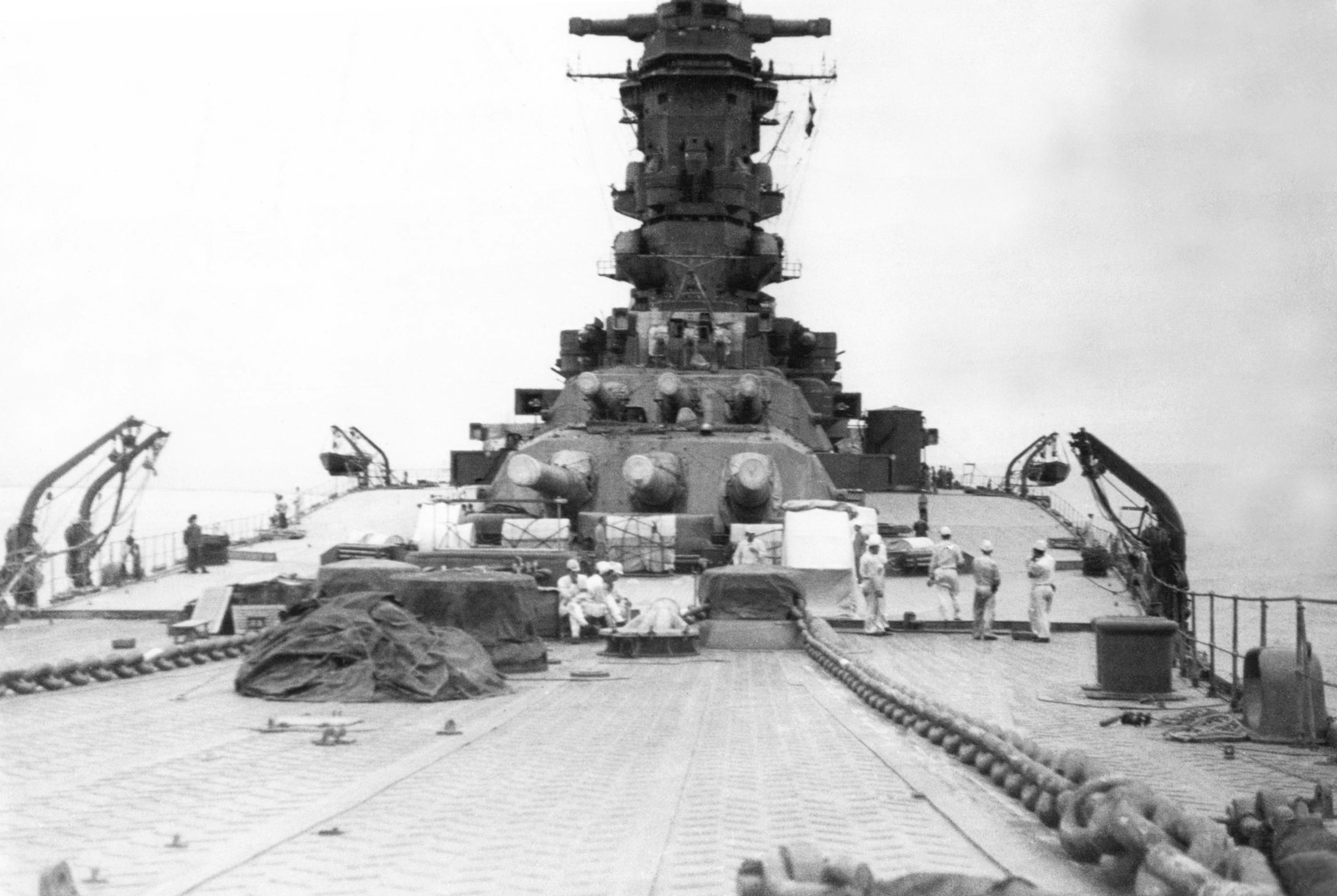
전함 '무사시'를 함수에서 바라본 모습

야마토급과 다른 선박 및 건물을 비교한 이미지. 맨 위부터 퀸 메리2, 엔터프라이즈, 힌덴부르크호, 야마토, 엠파이어 스테이트 빌딩, 노크 네비스, 뒤에 그려진 5각형은 펜타곤이다.

### 함체 형태
야마토급 전함 함형의 모체가 된 건 유르케비치(Yourkevitch)선 함형이었다. 함형 시험을 반복하여 이를 군령부가 요구한 전함에 맞춰서 야마토급의 함체가 계획되었다. 용골 하단에서 최상부 갑판 현측까지의 깊이는 18.965m로 10층의 갑판이 겹쳐져 있다. 구조는 최상부 갑판, 상부 갑판, 중앙 갑판, 하부 갑판, 최하부 갑판, 제 1선창 갑판, 제 2선창 갑판, 선창 갑판, 함저(2중저)로 구성되어있다. 마키노 시게루(야마토급 설계자 중 한 사람)는 '야마토급 전함은 평갑판으로 되어있는 것처럼 보이지만 실제로는 모가미급 중순양함과 닮았다고 할 수 있다. 야마토의 중앙 절단면은 모가미와 상당히 닮아있다'고 평가했다.

#### 벌버스 바우(구상 선수)
일본 군함 중에서는 쇼카쿠급 항공모함에 이어 벌버스 바우를 채용했다. 이는 선체가 물에서 나아갈 때 생기는 파도와 벌버스 바우가 만드는 파도가 상호 간섭해서 조파 저항을 감쇠시키는 효과를 가진다. 이를 채용하면서 유효 마력으로 속력 27노트일 때 8.2% 정도로 저항을 줄였고, 배수량 환산으로 약 300톤, 흘수선 부근에서 함체를 3m 줄이는 효과를 얻었다. 이는 축 마력으로 환산하면 11,000마력의 기관을 하나 더 탑재한 것과 같은 효과인 것이다. 게다가 프로펠러 스트럿의 선체 이음쇠 각도, 빌지부 킬의 선체 이음쇠 위치와 각도를 검토한 결과 벌버스 바우의 효과와 함께 15,820마력을 절약하게 되었다. 이는 배수량으로 환산하면 1,900톤을 절약하는 것으로 대형 구축함 1척 분의 배수량에 필적한다. 벌버스 바우는 25mm 갑판 2중 구조로, 갑판을 3차원적으로 단조하여 구부림으로써 하나로 만들 수 있다.
같은 시기 설계된 쇼카쿠급 항공모함과는 크기가 다른데, 이는 쇼카쿠급에서는 34노트, 야마토급에서는 27노트에서 조파 저항이 가장 최소가 되도록 최적화했기 때문이다.
또한 벌버스 바우의 함저에는 대 잠수함용 수중 소나가 장비되었다. 이는 30개의 수중 마이크를 긴 반지름 4m, 짧은 반지름 3m의 타원형으로 배열한 것으로 안에는 해수가 차 있었다. 이 소나는 야마토가 최고 속력으로 항행 중에 주포 사격 시험을 했을 때 30,000~40,000m에서 포탄이 수면에 충돌하는 소리를 탐지할 수 있을 정도였다. 그러나 함내 각 부분에서 발생하는 소음으로 인해 듣기 힘든 것도 있었고 특히 주포탑 회전 때 수압기 소음이 방해됐다고 한다. 또한 이 수중 청음기를 장비하게 되면서 최고 속력이 0.3노트 정도 저하하게 되었다.

#### 주부타(舵)의 구성
통상적으로는 2장 키(2枚舵)로, 나가토급 전함에 이르기까지 모든 일본 전함은 이 방식을 채용하고 있었다. 그러나 독일 전함 비스마르크처럼 어뢰 1발 만으로 조타 불능 상태에 빠지게 되는 가능성이 있었기 때문에 이를 피하기 위해 처음에는 키 1장을 함수에 장비한다는 안건도 있었지만 결국 함선의 중심선 상 15m의 간격을 벌려 주타(主舵)와 부타(副舵)를 설치하게 되었다. 곤고급 등에도 이러한 병렬 2장 키를 장비했다. 하라 가쓰히로는 키의 형태가 영국 순양전함 후드와 상당히 닮아있다고 지적하고 있다.
양 키를 동시에 사용했을 시 성적은 매우 좋았다. 부타만으로도 일단 선회는 가능했으나 야마토급의 타력(惰力)은 예상 외로 컸기 때문에 부타만으로는 조타 불능이었다. 함수부에 격납식 평형타를 추가로 장비하는 대응안도 고려됐으나 전쟁 판도 악화로 공사는 할 수 없었다. 해군 기술 연구조 조선 연구부는 전함용 더블 스케그(double skeg)의 연구도 진행됐었으나 이도 야마토급에 장비하지 못했다. 오키나와 특공 당시에는 거대한 응급타를 탑재하고 있었다. 노무라 부함장에 의하면 오키나와 특공 당시 야마토는 전투 중 조타 장치가 고장났기 때문에 조타 장치실에 응급 조타를 부탁했다고 말했다. 조타 장치실에 어뢰가 명중하여 기능 불능 상태에 빠지자 야마토는 좌선회를 할 수 없었다고 한다. 이와 같이 통상적으로는 전기 이동이었으나 전원이 끊긴 후에는 축전지 혹은 인력으로 조타할 수 있었다.

#### 운행 성능
함선의 기본적인 조종 성능은 다음 3개의 관점에서 평가받는다.
1. 추종성 : 조타에 대해 함선의 방향 전환이 용이한가
2. 선회성 : 정상 선회 시 선회 반경이 작으며 빠르게 선회가 가능한가
3. 침로 안정성 : 잠시 키를 잡지 않아도 함선이 직진하는 안정적인 함선인가
야마토급 전함은 큰 배수량에 비해 상대적으로 짧은 전장, 넓은 선폭인 비대선형이었다. 선회성은 열강 전함 중에서도 최상에 속했지만 키에 관련된 연구가 충분치 않았기 때문에 추종성은 좋지 않았고, 비대선형이기 때문에 침로 안정성도 본질적으로는 좋지 않았다. '야마토급은 둔중한 선체로도 상상도 할 수 없을 정도로 좋은 운행 성능을 발휘했다'라는 건 주로 선회성에 관해 서술한 것이다. 해군에서는 선회 성능의 표준을 '선회 직경 ÷ 함선의 흘수선 길이'로 나타내고 있다. 이 수치는 종적와 횡적에서 약간 차이가 있는데 횡적 선회 성능 표준은 전함 3, 대형 순양함 4, 경순양함 5, 구축함 6이고 종적으로는 전함 3, 대형 순양함 3.5, 경순양함 4, 구축함 4.5이다. 야마토급의 선회 성능은 횡적으로 2.43, 종적으로 2.23로 괜찮은 수치였다고 할 수 있다.
또한, 선회 반경 자체도 다른 전함보다 좋았다. 야마토급의 선회 직경은 26노트에서 가로 640m · 세로 589m(횡 2.43, 종 2.23)로, 나가토급 전함 가로 530m · 세로 631m(횡 2.36, 종 2.81), 곤고급 전함 가로 826m, 세로 871m(횡 3.7, 종 3.91)에 비해 선체 크기를 생각한다면 상당히 좋은 선회 성능을 가진다고 볼 수 있다. 거기에 선회 시 선체의 경사도 야마토급 9도, 나가토급 10.5도, 곤고급 11.5도로 안정성 또한 좋았다고 할 수 있다. 타국 전함의 선회권은 노스캐롤라이나급 526m(2.36), 킹 조지 5세급 850m(3.74)로 어느 속력에서의 선회권인가는 불명확하다.
회피 기동 중인 야마토를 하늘에서 찍은 사진을 보면 주위 해면이 폭탄으로 인해 솟아 있는 것을 알 수 있다. 대형 함선의 작은 선회 반경의 효과를 뒷받침하는 사진이라고 할 수 있다. 필리핀 해전, 레이테 만 해전, 구레 군항 공습에서 야마토는 미군기가 투하한 어뢰, 폭탄의 대다수를 피할 수 있었다.
한편 추종성에 관해서는 키를 돌린 후 함수가 움직이기까지 걸리는 시간이 90초로 상당히 길었다. 이케다 사다에(무사시 항해장)은 100초라고 증언했다. 1943년 야마토 항해과 소위였던 사토 스미오(이후 노와키 항해장)은 한 번 야마토를 조종해보고 '선체가 거대한 대야같아서 함수가 움직이지 않고, 움직이기 시작하면 원하는 침로로 돌릴 수 없었다.'라고 진술했다. 또한 함선을 돌리게 되면 속력은 급격하게 떨어졌다. 공시에서는 12노트에서 키를 돌리라고 명령해도 함수가 움직이지 시작할 때까지 약 40초가 필요했고, 급강하 폭격기나 잠수함 어뢰 회피에는 1분 전부터 조타할 필요가 있다고 지적되었다. 함형은 간단하게 변경할 수 없어서 키 성능에 맡길 수 밖에 없었는데, 키 면적 배수량에 비해 상대적으로 작았다. 건조에 참여한 마키노 시게루는 키 면적 확대를 했어야 한다고 후회했다. 침로 안정성에 대해서는 불명확하다. 또한 위에서 서술한 3요소 외에 항만 등에서 운행하기 쉬움을 나타낸 저속에서의 조종 성능이나 정지 성능 등의 요소도 포함하여 함선의 운행 성능을 평가한다.

#### 최상부 갑판
최상부 갑판을 바로 옆에서 바라보면, 제 1주포탑 앞을 기준점으로 하여 완만한 곡선을 그리며 함수로 이어지는 것을 볼 수 있다(야마토 언덕). 이는 함상 구조물에서 가장 무거운 포탑의 위치를 아래쪽으로 내리고 함수부에 큰 곡선을 줌으로써 함선의 중심을 낮추고 능파성을 좋게 한다는 상반된 두 성질을 모두 가질 수 있었다. 또한 높은 건현은 큰 예비 부력을 갖출 수 있도록 해줬다. 시나노, 111호함에서는 능파성을 중시하여 이 곡선을 조금 완만하게 설계를 바꿨다. 타이완 히노키를 사용한 목제 갑판 아래에는 현측 35mm, 중앙부 50mm의 CNC갑판이 둘러져 있었다.

#### 복원성
마이즈루 사건, 제 4함대 사건의 교훈을 반영하여 설계된 야마토급은 복원성, 능파성 모두 좋다. 슬래밍이 많이 발생하는 파도의 파장이나 대부분의 거친 파도의 파장보다도 함선의 전장이 긴 것도 있어서 강풍이나 거친 파도에서의 전투는 특히 유리했다고 생각된다.

#### 장루

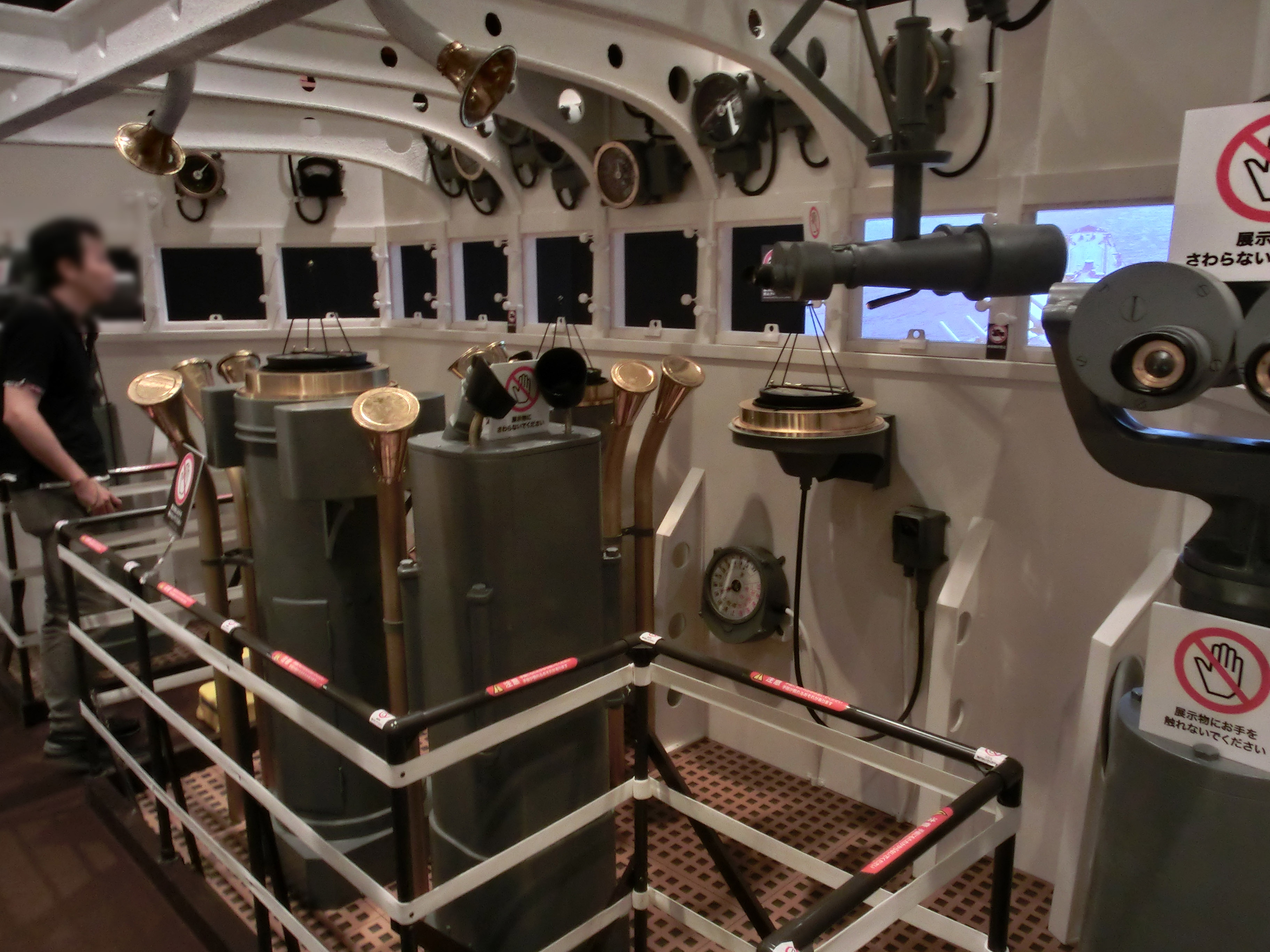
야마토의 함교 복원 모델 세트,구레 해사 박물관 2013년 8월

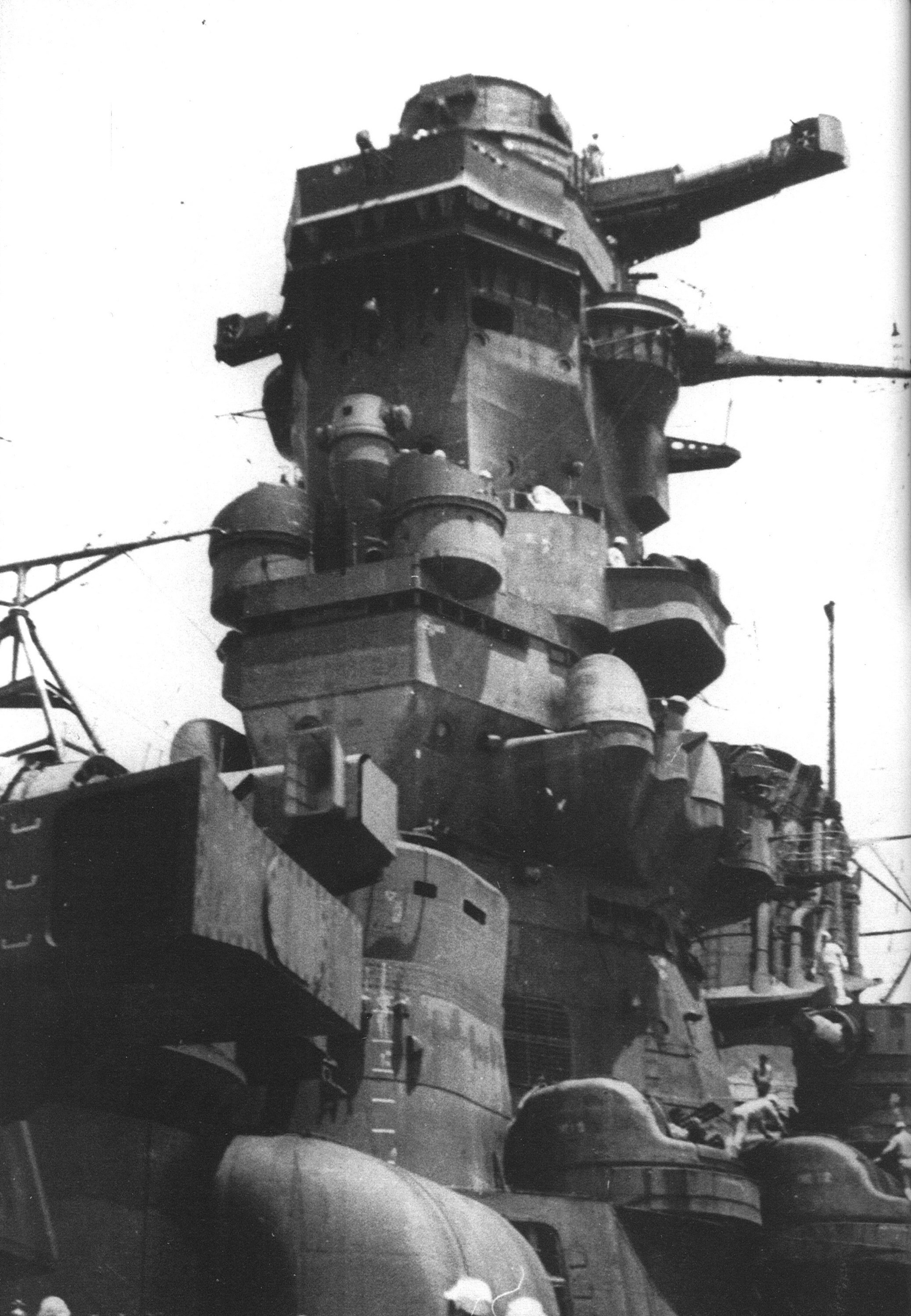
야마토급 전함 '무사시'의 함교

비스듬한 버팀대로 지탱하던 기둥에 망루를 더한 기존의 일본 전함 장루(파고다 마스트)와는 다르게, 46cm 주포의 폭풍도 있어서 완전 폐쇄 형태로 변경했다. 설계에 앞서 전함 히에이를 개장하고 측거의의 위치, 구조 등을 시험한 후 실물 크기의 모형을 만들어 최소한으로 필요한 크기를 찾을 수 있도록 노력했다. 전면 부분이 몇 군데 도려낸 듯한 모양이 된 이유는 사격 지휘 장치나 대공 화기의 시야를 넓히기 위함이다. 시공에 관해서는 블록 공법이 채용되어 함선을 몇 부분으로 나눠 육상에서 만든 후 접합하였다. 노무라(레이테 만 해전 당시 야마토 포술장)에 의하면 기존의 일본 전함 함교에 비해 안정성이 매우 개선되어서 주포 발포 시에도 진동을 거의 느끼지 않았다고 한다.
함교는 중앙 갑판부터 13층, 최상부 갑판부터 10층으로 구성되었다. 작전 행동 시 중요한 방은 독가스에 대비해 밀폐 구조로 되어있었다. 구조적으로는 중심부의 2중의 파이프로 전체를 지탱하고 있다. 구조를 지탱하는 안쪽 파이프는 직경 1.5m, 20mm DS강철로 만들어졌으며 파이프 내부에는 전선이나 배선이 지나가 주포 사격 장치를 지지하고 있었다. 안쪽 파이프와 바깥쪽 파이프 사이에는 계단과 미쓰비시제 엘리베이터가 지나갔다. 3명 혹은 4~5명이 탈 수 있다는 설이 많았으나 종전으로 도면이 소각 처분되면서 관계자의 증언일 뿐 정확한 건 모른다. 엘리베이터는 상급 사관만 이용할 수 있었으나 예외로 함교 옆쪽(제 2함교 위쪽, 부포 사격 지휘소 뒤)의 93식 13mm 연장 기총의 탄약 운반원이 이용 가능했고 제 1함교 부근에 대기소가 있던 비행과 탑승원도 이용이 허락되었다는 증언이 있었다. 지하야 마사타카(무사시 의장원)에 의하면 장관 사무실이 있는 중앙 갑판에서 제 1함교까지를 이어, 속도가 빠를 뿐만 아니라 속도 조절 장치 효과가 뭔가 부족해서 '익숙해진 사람이라도 한번 왕복하게 되면 기분이 안좋아진다.'라는 성능이라고 말했다. 도이 가즈오(연합함대 참모)는 2인승이었다고 회상했다. 1943년 쇼와 천황이 방문했을 때 고가 미네이치 연합함대 장관과 천황이 둘이서만 함교 엘리베이터에 탔고 고가는 어린 사관처럼 엘리베이터를 조작했다고 한다.
장루 상부가 제 1함교, 장루 아래는 제 2함교(야전 함교)로, 그 아래에는 두께 500mm의 장갑이 둘러진 사령탑이 있었다. 사령탑은 조타실, 방어 지휘소, 주포 사령탑 사격소(주포용 선회 방위판 설치) 3구획으로 나눠져 있었다. 노무라의 회상에 따르면 전투 중 부함장은 방어 지휘소에 있었다. 사령탑 상부에 제 2함교가 있는데 내부 구조는 제 1함교와 다르지 않다. 그 위에는 부포 사격 지휘소, 전탐실, 전령병 대기소, 함장 휴게실 갑판, 작전실 등 각종 방과 층이 있고 제 1함교로 다다른다. 수상 전투 시 함장이나 사령관은 이 제 1함교에서 지휘를 하게 된다. 함교의 특수 유리는 내리는 것도 가능했다.

## 전투
독일 전함 틸피츠와 같이, 야마토함과 무사시함은 전쟁 중 직접적인 전투가 적었다. 무사시함은 전쟁 중 연합군 전함과 교전한 적이 없고, 야마토함은 1944년 10월, 레이테만 전투에서 미국의 호위 항공모함과 구축함에 발포하는 데에 그쳤다. 이 전투가 야마토급 전함이 적함과 교전한 것이 처음이자 마지막이 되었다. 당시 야마토함은 46cm 함포 104발을 발사해 호위 항공모함 1척과 구축함 1척을 격침시켰다.
야마토함과 무사시함은 항공기의 공격을 받아 격침되었다. 무사시함은 1944년 10월 24일 레이테만 전투에서 반복적인 항공기의 공격을 받아 격침되었다. 약 17기의 어뢰와 20개의 폭탄을 맞고 2,400명의 승무원 중 1,700명이 무사시함과 운명을 같이했다.
야마토급 전함의 마지막 전투로, 야마토함과 9척의 일본 군함은 보우노사키 해전에서 연합군에 자살 공격을 감행한다. 텐고 작전이라고 불리는 이 계획의 목표는 오키나와로 돌입해 그대로 해안에 좌초시킨 후 포대로서 사용하고 수병들은 육전대로 활용하는 것이다. 그러나 오키나와를 향해 가던 도중 보우노사키 해협에서 미군의 공습을 받아 호위함들이 격침되고 야마토도 피해를 입자 오키나와에 돌입하는 것을 포기하고 근처 섬에 좌초시키려고 했지만 재차 공습이 실시되어 15개의 폭탄과 최소 13기의 어뢰가 명중되어 대폭발을 일으키며 침몰하였다. 3,332명의 승무원 중 300명 미만만이 생존하였다.

## 군함 목록
| 함번 | 이름   | 제작                     | 건조            | 진수            | 취역             | 기타                                                                |
| 1    | 야마토 | 쿠레 조선소              | 1937년 11월 4일 | 1940년 8월 8일  | 1941년 12월 16일 | 1945년 4월 7일 텐고 작전 중 격침                                    |
| 2    | 무사시 | 미쓰비시 나가사키 조선소 | 1938년 3월 29일 | 1940년 11월 1일 | 1942년 8월 5일   | 1944년 10월 24일 레이테만 전투 중 격침                              |
| 110  | 시나노 | 요코스카 조선소          | 1940년 5월 4일  |                 |                  | 1942년에 중단되어 9월에 항공모함으로 전환됨                         |
| 111  | 키     | 쿠레 조선소              | 1940년 11월 7일 |                 |                  | 1942년 3월에 중단되어 폐기됨. 고철은 전함 이세와 전함 휴가에 사용됨 |
| 797  |        |                          |                 |                 |                  | A150 Project 1942년 6월에 취소                                      |

## 같이 보기
- H급 전함
- 야마토 뮤지엄